# Olympische Sommerspiele 2024/Reiten – Dressur Einzel
Der Einzelwettbewerb im Dressurreiten bei den Olympischen Spielen 2024 in Paris wurde am 31. Juli und 4. August im Park des Schloss Versailles ausgetragen.
Wie bereits vier Jahre zuvor sicherten sich die beiden Deutschen Jessica von Bredow-Werndl und Isabell Werth die ersten beiden Plätze. Bronze gewann Charlotte Fry aus Großbritannien.
Durch ihren Sieg mit der Mannschaft als auch der Silbermedaille in der Einzel-Dressurkonkurrenz wurde Isabell Werth vor Birgit Fischer zur erfolgreichsten deutschen Olympionikin (Männer und Frauen).

## Ergebnisse

### Grand Prix
Die besten zwei Athleten jeder Gruppe, sowie die sechs besten Athleten, die nicht unter den ersten zwei ihrer Gruppe waren, qualifizierten sich für die Grand Prix Kür.
| Rang | Gruppe | Athlet                    | Pferd                      | Nation                  | Ergebnis | Anm. |
| ---- | ------ | ------------------------- | -------------------------- | ----------------------- | -------- | ---- |
| 1    | F      | Jessica von Bredow-Werndl | TSF Dalera BB              | Deutschland             | 82,065   | Q    |
| 2    | D      | Cathrine Laudrup-Dufour   | Freestyle                  | Dänemark                | 80,792   | Q    |
| 3    | D      | Isabell Werth             | Wendy                      | Deutschland             | 79,363   | Q    |
| 4    | A      | Charlotte Fry             | Glamourdale                | Großbritannien          | 78,913   | Q    |
| 5    | A      | Nanna Skodborg Merrald    | Zepter                     | Dänemark                | 78,028   | Q    |
| 6    | A      | Dinja van Liere           | Hermes                     | Niederlande             | 77,764   | Q    |
| 7    | A      | Carl Hester               | Fame                       | Großbritannien          | 77,345   | Q    |
| 8    | B      | Daniel Bachmann Andersen  | Vayron                     | Dänemark                | 76,910   | Q    |
| 9    | D      | Isabel Freese             | Total Hope                 | Norwegen                | 76,817   | Q    |
| 10   | B      | Frederic Wandres          | Bluetooth OLD              | Deutschland             | 76,118   | Q    |
| 11   | C      | Becky Moody               | Jagerbomb                  | Großbritannien          | 74,938   | Q    |
| 12   | E      | Emmelie Scholtens         | Indian Rock                | Niederlande             | 74,581   | Q    |
| 13   | C      | Patrik Kittel             | Touchdown                  | Schweden                | 74,317   | Q    |
| 14   | E      | Victoria Max-Theurer      | Abbeglen FH NRW            | Österreich              | 74,301   | Q    |
| 15   | E      | Therese Nilshagen         | Dante Weltino              | Schweden                | 73,991   | Q    |
| 16   | F      | Pauline Basquin           | Sertorius de Rima Z        | Frankreich              | 73,711   | Q    |
| 17   | B      | Emma Kanerva              | Greek Air                  | Finnland                | 73,680   | Q    |
| 18   | E      | Sandra Sysojeva           | Maxima Bella               | Polen                   | 73,416   | Q    |
| 19   | B      | Flore de Winne            | Flynn FRH                  | Belgien                 | 73,028   |      |
| 20   | C      | Adrienne Lyle             | Helix                      | Vereinigte Staaten      | 72,593   |      |
| 21   | F      | Hans Peter Minderhoud     | Toto Jr.                   | Niederlande             | 72,578   |      |
| 22   | D      | Domien Michiels           | Intermezzo V/H Meerdaalhof | Belgien                 | 72,531   |      |
| 23   | C      | Larissa Pauluis           | Flambeau                   | Belgien                 | 72,127   |      |
| 24   | F      | Nicolas Wagner Ehlinger   | Quarter Back Junior FRH    | Luxemburg               | 71,988   |      |
| 25   | B      | Juliette Ramel            | Buriël K.H.                | Schweden                | 71,553   |      |
| 26   | D      | Florian Bacher            | Fidertraum OLD             | Österreich              | 71,009   |      |
| 27   | E      | Julio Mendoza Loor        | Goldstrike                 | Ecuador                 | 70,839   |      |
| 28   | F      | Borja Carrascosa          | Frizzantino FRH            | Spanien                 | 70,823   |      |
| 29   | A      | Corentin Pottier          | Gotilas du Feauillard      | Frankreich              | 70,683   |      |
| 30   | D      | Henri Ruoste              | Tiffanys Diamond           | Finnland                | 70,621   |      |
| 31   | E      | Alexandre Ayache          | Jolene                     | Frankreich              | 70,279   |      |
| 32   | F      | Simone Pearce             | Destano                    | Australien              | 70,171   |      |
| 33   | A      | João Oliva                | Feel Good VO               | Brasilien               | 70,093   |      |
| 34   | C      | Hwang Young-shik          | Delmonte 7                 | Südkorea                | 70,000   |      |
| 35   | E      | William Matthew           | Mysterious Star            | Australien              | 69,953   |      |
| 36   | C      | Claudio Castilla Ruiz     | Hi-Rico Do Sobral          | Spanien                 | 69,829   |      |
| 37   | B      | Abigail Lyle              | Giraldo                    | Irland                  | 69,441   |      |
| 38   | A      | Justina Vanagaite         | Nabab                      | Litauen                 | 69,208   |      |
| 39   | A      | Jayden Brown              | Quincy B                   | Australien              | 68,991   |      |
| 40   | F      | Melissa Galloway          | Windermere J'Obei W        | Neuseeland              | 68,913   |      |
| 41   | A      | Naima Moreira Laliberte   | Statesman                  | Kanada                  | 68,711   |      |
| 42   | D      | Yessin Rahmouni           | All At Once                | Marokko                 | 68,696   |      |
| 43   | F      | Camille Carier Bergeron   | Finnländerin               | Kanada                  | 68,338   |      |
| 44   | E      | Rita Ralao Duarte         | Irao                       | Portugal                | 68,261   |      |
| 45   | A      | Stefan Lehfellner         | Roberto Carlos MT          | Österreich              | 68,183   |      |
| 46   | B      | Patricia Ferrando         | Honnaisseur                | Venezuela               | 67,143   |      |
| 47   | B      | Katarzyna Milczarek       | Guapo                      | Polen                   | 66,910   |      |
| 48   | B      | António do Vale           | Fine Fellow H              | Portugal                | 66,910   |      |
| 49   | C      | Chris von Martels         | Eclips                     | Kanada                  | 66,863   |      |
| 50   | C      | Maria Caetano             | Hit Plus                   | Portugal                | 66,630   |      |
| 51   | F      | Steffen Peters            | Suppenkasper               | Vereinigte Staaten      | 66,491   |      |
| 52   | D      | Anush Agarwalla           | Sir Caramello OLD          | Indien                  | 66,444   |      |
| 53   | C      | Alisa Glinka              | Abercrombie                | Moldau                  | 66,056   |      |
| 54   | E      | Joanna Robinson           | Glamouraline               | Finnland                | 65,637   |      |
| 55   | C      | Andrina Suter             | Fibonacci                  | Schweiz                 | 65,590   |      |
| 56   | A      | Caroline Chew             | Zatchmo                    | Singapur                | 63,351   |      |
| 57   | E      | Yvonne Losos de Muñiz     | Aquamarijn                 | Dominikanische Republik | 61,211   |      |
| 58   | F      | Aleksandra Szulc          | Breaking                   | Polen                   | 60,078   |      |
| 59   | D      | Juan Antonio Jiménez      | Euclides MOR               | Spanien                 | 60,031   |      |
| -    | B      | Marcus Orlob              | Jane                       | Vereinigte Staaten      | EL       |      |

### Grand Prix Kür
| Rang | Athlet                    | Pferd          | Nation              | Ergebnis |
| ---- | ------------------------- | -------------- | ------------------- | -------- |
| 1    | Jessica von Bredow-Werndl | Deutschland    | TSF Dalera BB       | 90,093   |
| 2    | Isabell Werth             | Deutschland    | Wendy               | 89,614   |
| 3    | Charlotte Fry             | Großbritannien | Glamourdale         | 88,971   |
| 4    | Dinja van Liere           | Niederlande    | Hermes              | 88,432   |
| 5    | Cathrine Laudrup-Dufour   | Dänemark       | Freestyle           | 88,093   |
| 6    | Carl Hester               | Großbritannien | Fame                | 85,161   |
| 7    | Daniel Bachmann Andersen  | Dänemark       | Vayron              | 84,850   |
| 8    | Becky Moody               | Großbritannien | Jagerbomb           | 84,357   |
| 9    | Nanna Skodborg Merrald    | Dänemark       | Zepter              | 83,293   |
| 10   | Isabel Freese             | Norwegen       | Total Hope OLD      | 83,050   |
| 11   | Emmelie Scholtens         | Niederlande    | Indian Rock         | 81,750   |
| 12   | Emma Kanerva              | Finnland       | Greek Air           | 81,607   |
| 13   | Frederic Wandres          | Deutschland    | Bluetooth OLD       | 81,350   |
| 14   | Patrik Kittel             | Schweden       | Touchdown           | 80,854   |
| 15   | Sandra Sysojeva           | Polen          | Maxima Bella        | 80,075   |
| 16   | Pauline Basquin           | Frankreich     | Sertorius de Rima Z | 79,118   |
| 17   | Victoria Max-Theurer      | Österreich     | Abbeglen FH NRW     | 75,375   |
| 18   | Therese Nilshagen         | Schweden       | Dante Weltino OLD   | 74,714   |